# Liste de films basés sur les jeux vidéo
 (mai 2020).
La liste de films basés sur les jeux vidéo répertorie les films, les animes ou documentaires, dont le scénario est directement inspiré d'un jeu ou centré sur le média jeu vidéo.

## Films de cinéma

### Films (sorties internationales)
| Titre                                          | Sortie    |
| ---------------------------------------------- | --------- |
| Super Mario Bros.                              | 1993      |
| Double Dragon                                  | 1994      |
| Street Fighter                                 | 1994      |
| Mortal Kombat                                  | 1995      |
| Mortal Kombat : Destruction finale             | 1997      |
| Wing Commander                                 | 1999      |
| Lara Croft: Tomb Raider                        | 2001      |
| Resident Evil                                  | 2002      |
| Lara Croft : Tomb Raider, le berceau de la vie | 2003      |
| House of the Dead                              | 2003      |
| Autoroute Racer                                | 2004      |
| Resident Evil: Apocalypse                      | 2004      |
| Alone in the Dark                              | 2005      |
| Doom                                           | 2005      |
| BloodRayne                                     | 2006      |
| Silent Hill                                    | 2006      |
| DOA: Dead or Alive                             | 2006      |
| Postal                                         | 2007      |
| Resident Evil: Extinction                      | 2007      |
| Hitman                                         | 2007      |
| King Rising, au nom du roi                     | 2008      |
| Far Cry Warrior                                | 2008      |
| Max Payne                                      | 2008      |
| Street Fighter: Legend of Chun-Li              | 2009      |
| Prince of Persia : Les Sables du Temps         | 2010      |
| Tekken                                         | 2010      |
| Resident Evil: Afterlife                       | 2010      |
| Resident Evil: Retribution                     | 2012      |
| Silent Hill: Revelation 3D                     | 2012      |
| Need for Speed                                 | 2014      |
| Hitman: Agent 47                               | 2015      |
| Warcraft : Le Commencement                     | 2016      |
| Assassin's Creed                               | 2016      |
| Resident Evil : Chapitre final                 | 2017      |
| Tomb Raider                                    | 2018      |
| Rampage : Hors de contrôle                     | 2018      |
| Dynasty Warriors                               | 2019      |
| Detective Pikachu                              | 2019      |
| Sonic the Hedgehog                             | 2020      |
| Monster Hunter                                 | 2020      |
| Mortal Kombat                                  | 2021      |
| Werewolves Within                              | 2021      |
| Resident Evil : Bienvenue à Raccoon City       | 2021      |
| Uncharted                                      | 2022      |
| Sonic 2                                        | 2022      |
| Five Nights at Freddy's                        | 2023      |
| Gran Turismo                                   | 2023      |
| Borderlands                                    | 2024      |
| Sonic 3                                        | 2024      |
| Minecraft the Movie                            | 2025      |
| Until Dawn : La Mort Sans Fin                  | 2025      |
| Return to Silent Hill                          | 2024-2025 |

### Films d'animation (sorties internationales)
| Titre                                       | Sortie |
| ------------------------------------------- | ------ |
| Pokémon, le film : Mewtwo contre-attaque    | 1998   |
| Pokémon 2 : Le pouvoir est en toi           | 1999   |
| Pokémon 3 : Le Sort des Zarbi               | 2000   |
| Pokémon : Celebi, la voix de la forêt       | 2001   |
| Final Fantasy : Les Créatures de l'esprit   | 2001   |
| Les Héros Pokémon                           | 2002   |
| Final Fantasy VII: Advent Children          | 2005   |
| Halo: Fall of Reach                         | 2015   |
| Ratchet & Clank                             | 2016   |
| Angry Birds, le film                        | 2016   |
| Dofus, livre 1 : Julith                     | 2016   |
| Kingsglaive: Final Fantasy XV               | 2016   |
| Pokémon, le film : Je te choisis !          | 2017   |
| Angry Birds 2                               | 2019   |
| Dragon Quest: Your Story                    | 2019   |
| Pokémon : Mewtwo contre-attaque Evolution   |        |
| Pokémon, le film : Les secrets de la jungle | 2020   |
| Super Mario Bros. le film                   | 2023   |
| Dragon's Lair: The Movie                    | -      |

### Japon
| Titre                                                                       | Sortie |
| --------------------------------------------------------------------------- | ------ |
| Super Mario Bros.: Peach-Hime Kyushutsu Dai Sakusen!                        | 1986   |
| Running Boy: Star Soldier no Himitsu                                        | 1986   |
| Fatal Fury: The Motion Picture                                              | 1994   |
| Street Fighter II, le film                                                  | 1994   |
| Pokémon : Jirachi, le génie des vœux                                        | 2003   |
| Pokémon : La Destinée de Deoxys                                             | 2004   |
| Air                                                                         | 2005   |
| Pokémon : Lucario et le Mystère de Mew                                      | 2005   |
| Final Fantasy VII: Advent Children                                          | 2005   |
| Forbidden Siren                                                             | 2006   |
| Pokémon Ranger et le Temple des mers                                        | 2006   |
| Animal Crossing                                                             | 2006   |
| Like a Dragon                                                               | 2007   |
| Pokémon : L'Ascension de Darkrai                                            | 2007   |
| Clannad                                                                     | 2007   |
| OneChanbara                                                                 | 2008   |
| Pokémon : Giratina et le Gardien du ciel                                    | 2008   |
| Resident Evil: Degeneration                                                 | 2008   |
| Pokémon : Arceus et le Joyau de la vie                                      | 2009   |
| Tales of Vesperia: First Strike                                             | 2009   |
| Professeur Layton et la Diva éternelle                                      | 2009   |
| Fate/stay night: Unlimited Blade Works                                      | 2010   |
| Pokémon : Zoroark, le maître des illusions                                  | 2010   |
| Pokémon : Noir – Victini et Reshiram et Pokémon : Blanc – Victini et Zekrom | 2011   |
| Tekken: Blood Vengeance                                                     | 2011   |
| Ace Attorney                                                                | 2012   |
| Dragon Age: Dawn of the Seeker                                              | 2012   |
| Pokémon, le film : Kyurem vs la Lame de la justice                          | 2012   |
| Resident Evil: Damnation                                                    | 2012   |
| Pokémon, le film : Genesect et l'Éveil de la légende                        | 2013   |
| Bayonetta: Bloody Fate                                                      | 2013   |
| Persona 3 The Movie: No.1 Spring of Birth                                   | 2013   |
| The Idolmaster Movie: Beyond the Brilliant Future!                          | 2014   |
| Pretty Rhythm All-Star Selection: Prism Show☆Best Ten                       | 2014   |
| Persona 3 The Movie: No.2 Midsummer Knight's Dream                          | 2014   |
| Ao Oni                                                                      | 2014   |
| Pokémon, le film : Diancie et le Cocon de l'annihilation                    | 2014   |
| Gekijōban Zero                                                              | 2014   |
| Aikatsu! The Movie                                                          | 2014   |
| Yo-kai Watch : Le Film                                                      | 2014   |
| PriPara the Movie: Everyone, Assemble! Prism ☆ Tours                        | 2015   |
| Persona 3 The Movie: No.3 Falling Down                                      | 2015   |
| Gekijōban Meiji Tokyo Renka: Yumihari no Serenade                           | 2015   |
| Pokémon, le film : Hoopa et le Choc des Légendes                            | 2015   |
| Corpse Party                                                                | 2015   |
| Aikatsu! Music Award: Minna de Shō o MoraimaSHOW!                           | 2015   |
| Fly Out, PriPara: Aim for it with Everyone! Idol☆Grand Prix                 | 2015   |
| Yo-kai Watch: Enma Daiō to Itsutsu no Monogatari da Nyan!                   | 2015   |
| King of Prism by PrettyRhythm                                               | 2016   |
| Persona 3 The Movie: No.4 Winter of Rebirth                                 | 2016   |
| Pokémon, le film : Volcanion et la Merveille mécanique                      | 2016   |
| Corpse Party Book of Shadows                                                | 2016   |
| Monster Strike The Movie                                                    | 2016   |
| Yo-kai Watch: Soratobu Kujira to Double no Sekai no Daibōken da Nyan!       | 2016   |
| House of Neko Atsume                                                        | 2017   |
| Resident Evil: Vendetta                                                     | 2017   |
| Pokémon : Le Pouvoir est en nous                                            | 2018   |
| Pokémon : Mewtwo contre-attaque Evolution                                   | 2019   |

### Chine
| Titre                              | Sortie |
| ---------------------------------- | ------ |
| Seer                               | 2011   |
| Seer 2                             | 2012   |
| Roco Kingdom: The Desire of Dragon | 2013   |
| Seer 3: Heroes Alliance            | 2013   |
| Roco Kingdom 3                     | 2014   |
| Seer 4                             | 2014   |
| Dragon Nest: Warriors' Dawn        | 2014   |
| Seer 5: Rise of Thunder            | 2015   |
| Roco Kingdom 4                     | 2015   |
| Legend of the Ancient Sword        | 2018   |

## Téléfilms
| Titre                                 | Sortie |
| ------------------------------------- | ------ |
| Fatal Fury: Legend of the Hungry Wolf | 1992   |
| Samurai Shodown: The Motion Picture   | 1993   |
| Fatal Fury 2: The New Battle          | 1993   |
| Art of Fighting                       | 1993   |
| Pokémon : Le Retour de Mewtwo         | 2000   |
| Pokémon: The Legend of Thunder        | 2001   |
| House of the Dead 2                   | 2005   |
| Pokémon : Le Maître des mirages       | 2006   |
| Red Faction: Origins                  | 2011   |
| The Gamechangers                      | 2015   |

## Direct-to-video

### Films
| Titre                           | Sortie |
| ------------------------------- | ------ |
| Tokimeki Memorial Only Love     | 1994   |
| Ryū ga gotoku - jissha-ban      | 2006   |
| BloodRayne 2: Deliverance       | 2007   |
| Alone in the Dark 2             | 2008   |
| OneChanbara                     | 2009   |
| The King of Fighters            | 2009   |
| Blood Reich                     | 2010   |
| King Rising 2 : Les Deux Mondes | 2011   |
| Halo 4 : L'Aube de l'espérance  | 2012   |
| Company of Heroes               | 2013   |
| Zombie Massacre                 | 2013   |
| King Rising 3                   | 2014   |
| Street Fighter: Assassin's Fist | 2014   |
| Tekken 2: Kazuya's Revenge      | 2014   |
| Halo : Nightfall                | 2015   |
| Dead Rising                     | 2015   |
| Dead Rising: Endgame            | 2016   |
| It Came from the Desert         | 2018   |
| Doom: Annihilation              | 2019   |

### Films d'animation
| Titre                                       | Sortie |
| ------------------------------------------- | ------ |
| Tengai Makyō Jiraia Oboro Hen               | 1990   |
| Ninja Gaiden                                | 1991   |
| Mortal Kombat: The Journey Begins           | 1995   |
| Battle Arena Toshinden                      | 1996   |
| Sonic the hedgehog :The Movie               | 1996   |
| Voltage Fighters: Gowcaizer the Movie       | 1997   |
| Tekken: The Motion Picture                  | 1998   |
| Samurai Spirits 2: Asura Zanmaden           | 1999   |
| Street Fighter Alpha                        | 2000   |
| Sin: The Movie                              | 2000   |
| Zone of the Enders: Idolo                   | 2001   |
| Sakura Wars : Film                          | 2001   |
| Nakoruru ~Ano hito kara no okurimono~       | 2002   |
| Welcome to Pia Carrot - Sayaka's Love Story | 2002   |
| Galerians: Rion                             | 2004   |
| Last Order: Final Fantasy VII               | 2005   |
| Street Fighter Alpha: Generations           | 2005   |
| Dead Space: Downfall                        | 2008   |
| Street Fighter IV: The Ties That Bind       | 2009   |
| Dante's Inferno: An Animated Epic           | 2010   |
| Halo Legends                                | 2010   |
| Dead Space: Aftermath                       | 2011   |
| Mass Effect: Paragon Lost                   | 2012   |
| Batman : Assaut sur Arkham                  | 2014   |
| Heavenly Sword                              | 2014   |

#### Films non-officiels
| Titre                                 | Sortie |
| ------------------------------------- | ------ |
| Future cops                           | 1993   |
| Metal Gear Solid: Philanthropy        | 2009   |
| The Legend of Zelda: The Hero of Time | 2009   |
| Mega Man                              | 2010   |
| S.T.A.L.K.E.R.: Monolith's Whisper    | 2011   |

## Courts métrages
| Titre                             | Sortie |
| --------------------------------- | ------ |
| Run the Gauntlet                  | 2004   |
| The King of Fighters: Another Day | 2005   |
| Deep Dive                         | 2007   |
| Halo: Landfall                    | 2007   |
| Heavenly Sword                    | 2007   |
| Sonic: Night of the Werehog       | 2008   |
| Kijujud ayo                       | 2009   |
| Assassin's Creed: Lineage         | 2009   |
| Pixels                            | 2010   |
| Bright Falls                      | 2010   |
| Street Fighter: Legacy            | 2010   |
| Mortal Kombat: Rebirth            | 2010   |
| Zombrex Dead Rising Sun           | 2010   |
| Find Makarov: Operation Kingfish  | 2011   |
| Assassin's Creed: Embers          | 2011   |
| Dragon Age: Redemption            | 2011   |
| Ghost Recon: Alpha                | 2012   |
| Tekken Tag Tournament 2           | 2012   |
| Modern Warfare: Sunrise           | 2013   |
| The Night Juicer                  | 2014   |
| Treasure in a Bottle              | 2014   |
| Occupational Hazards              | 2014   |
| Star Fox Zero: The Battle Begins  | 2016   |
| Papers, Please - The Short Film   | 2018   |

## Documentaires basés sur le jeu vidéo sortis au cinéma
| Titre                                     | Sortie |
| ----------------------------------------- | ------ |
| 8BIT                                      | 2006   |
| Chasing Ghosts: Beyond the Arcade (en)    | 2007   |
| The King of Kong                          | 2007   |
| Frag                                      | 2008   |
| Second Skin (en)                          | 2008   |
| Ecstasy of Order: The Tetris Masters (en) | 2011   |
| Indie Game: The Movie                     | 2012   |
| Thank You for Playing (en)                | 2015   |
| Moleman 4: Longplay                       | 2017   |

## Films centrés sur le jeu vidéo
| Titre                              | Sortie |
| ---------------------------------- | ------ |
| Tron                               | 1982   |
| En plein cauchemar                 | 1983   |
| Wargames                           | 1983   |
| Joysticks                          | 1983   |
| Jouer c'est tuer                   | 1984   |
| Starfighter                        | 1984   |
| Mestema : Le Maître du donjon (en) | 1985   |
| Hollywood Zap!                     | 1986   |
| Kung Fu Master                     | 1988   |
| Vidéokid : L'Enfant génial         | 1989   |
| Le Cobaye                          | 1992   |
| Arcade                             | 1993   |
| Brainscan                          | 1994   |
| Nirvana                            | 1997   |
| Passé virtuel                      | 1999   |
| eXistenZ                           | 1999   |
| Comment fabriquer un monstre       | 2001   |
| Avalon                             | 2001   |
| Game Over                          | 2003   |
| Spy Kids 3 : Mission 3D            | 2003   |
| Gamebox 1.0                        | 2004   |
| Grandma's Boy                      | 2006   |
| Stay Alive                         | 2006   |
| Ben X                              | 2007   |
| Press Start (en)                   | 2007   |
| WarGames: The Dead Code            | 2008   |
| Summer wars                        | 2009   |
| Ultimate Game                      | 2009   |
| Assault Girls                      | 2009   |
| Scott Pilgrim                      | 2010   |
| Tron : L'Héritage                  | 2010   |
| L'Autre Monde                      | 2010   |
| RPG Metanoia (en)                  | 2010   |
| Voltage                            | 2011   |
| .hack//The Movie (en)              | 2012   |
| Les Mondes de Ralph                | 2012   |
| Angry Video Game Nerd: The Movie   | 2014   |
| Pixels                             | 2015   |
| Nerve                              | 2016   |
| Sword Art Online: Ordinal Scale    | 2017   |
| Jumanji : Bienvenue dans la jungle | 2017   |
| Ready Player One                   | 2018   |
| Ralph 2.0                          | 2018   |
| Jumanji: The Next Level            | 2019   |
| Free Guy                           | 2020   |
| Un Noël en 8 bits                  | 2021   |
| Tron Arès                          | 2025   |